# Grön sköldmossa
Grön sköldmossa (Buxbaumia viridis) är en mossart i släktet sköldmossor (Buxbaumia) inom klassen Egentliga bladmossor (Bryopsida).